# Phylloscopus tenellipes
Phylloscopus tenellipes é uma espécie de ave da família Phylloscopidae.
Pode ser encontrada nos seguintes países: Camboja, China, Índia, Japão, Coreia do Norte, Coreia do Sul, Laos, Malásia, Myanmar, Rússia, Singapura, Taiwan, Tailândia e Vietname.
Os seus habitats naturais são: florestas temperadas.